# Kaisei Ichirō
Kaisei Ichirō  (魁聖 一郎?), all'anagrafe Ricardo Sugano (San Paolo, 18 dicembre 1986) è un lottatore di sumo brasiliano.

## Carriera

### Prima del debutto
Brasiliano di origini giapponesi, inizia a praticare sumo in Brasile, dove vince il torneo nazionale senza limiti di peso.

### Primi anni
Nel luglio del 2006 si sposta in Giappone, dove, grazie alla presentazione dell'ex Jūryō Wakaazuma (anche lui brasiliano di origini giapponesi), riesce a entrare nella Tomozuna beya.
Grazie alla grande stazza fisica dopo soli due basho è già promosso in Sandanme. In questa divisione, nonostante i primi due tornei si concludano in kachikoshi, iniziano i primi risultati negativi. Nei restanti tornei del 2007 infatti segna tre score negativi e solo nel maggio del 2008 riuscirà a essere promosso nella divisione superiore (Makushita).
Anche qui si alternano due tornei positivi e tre negativi, che lo faranno retrocedere in Sandanme. Gli basterà un basho per risalire in Makushita dove stazionerà ancora un anno. Nel luglio 2010 infatti la promozione nella categoria professionistica dei Jūryō. Nello stesso anno a novembre, nel torneo di Fukuoka, otterrà il suo primo yūshō disputanto un ketteisen con altri tre rikishi (Tochinowaka, Toyohibiki e Takayasu).

### Ingresso in Makuuchi
A gennaio 2011, gli basta un semplice 8-7 da Jūryō#1 per essere promosso nella categoria maggiore, la Makuuchi. Nel suo primo torneo in questa divisione vince gli scontri nelle prime nove giornate consecutive concludendo il basho con un ottimo risultato di 10-5, ottenendo così il suo primo e unico sanshō per lo spirito combattivo. Dopo il torneo ha accompagnato lo yokozuna Hakuhō nella sua yūshō parade come porta bandiera.

## Stile di combattimento
Data la grande stazza fisica Kaisei predilige prevalentemente tecniche quali migiyotsu, yori e osu. Le sue kimarite più frequenti infatti sono yorikiri, oshidashi e yoritaoshi.